# Ліор Рафаелов
Ліор Рафаелов (івр. ליאור רפאלוב, нар. 26 квітня 1986, Ор-Аківа) — ізраїльський футболіст, півзахисник  клубу «Маккабі» (Хайфа).
Насамперед відомий виступами за клуби «Маккабі» (Хайфа), «Брюгге» та «Антверпен», а також національну збірну Ізраїлю.

## Клубна кар'єра

### «Маккабі»
У дорослому футболі дебютував 2004 року виступами за команду клубу «Маккабі» (Хайфа), в якій провів сім сезонів, взявши участь у 167 матчах чемпіонату. Більшість часу, проведеного у складі хайфського «Маккабі», був основним гравцем команди.

### «Брюгге»
До складу клубу «Брюгге» приєднався 2011 року. Відтоді встиг відіграти за команду з Брюгге понад 100 матчів в національному чемпіонаті.

### «Антверпен»
До складу клубу «Антверпен» приєднався у сезоні 2018/19 на правах оренди. З наступного сезону «Антверпен» викупив контракт гравця. 1 серпня 2020 року Рафаелов забив єдиний гол у фінальному матчі Кубка Бельгії 1:0 проти своєї колишньої команди «Брюгге».

## Виступи за збірні
У 2002 році дебютував у складі юнацької збірної Ізраїлю, взяв участь у 18 іграх на юнацькому рівні, відзначившись 6 забитими голами.
Протягом 2006–2008 років  залучався до складу молодіжної збірної Ізраїлю. На молодіжному рівні зіграв у 17 офіційних матчах, забив 4 голи.
У 2007 році дебютував в офіційних матчах у складі національної збірної Ізраїлю. Наразі провів у формі головної команди країни 40 матчів, забивши 6 голів.

## Титули і досягнення
- Чемпіон Ізраїлю (3):

«Маккабі» (Хайфа):  2005–06, 2008–09, 2010–11
- Володар Кубка Тото (1):

«Маккабі» (Хайфа):  2005–06
- Чемпіон Бельгії (1):

«Брюгге»:  2015–16
- Володар Кубка Бельгії (2):

«Брюгге»:  2014–15
«Антверпен»: 2019–20
- Володар Суперкубка Бельгії (1):

«Брюгге»:  2016
- Володар Суперкубка Ізраїлю (1):

«Маккабі» (Хайфа): 2023